# Bouffémont
Bouffémont är en kommun i departementet Val-d'Oise i regionen Île-de-France i norra Frankrike. Kommunen ligger i kantonen Domont som tillhör arrondissementet Sarcelles. År 2022 hade Bouffémont 6 565 invånare.

## Befolkningsutveckling
Antalet invånare i kommunen Bouffémont
| Referens: INSEE |